# Nicolás Salmerón
Nicolás Salmerón y Alonso (Alhama la Seca, 10 aprile 1838 – Pau, 20 settembre 1908) è stato un filosofo, scrittore e politico spagnolo.
Fu il terzo presidente della Prima Repubblica spagnola dal 18 luglio al 7 settembre del 1873.

## Biografia
Nacque a Alhama la Seca un piccolo centro andaluso in provincia di Almería figlio di Francisco Salmerón Lopez e di Rosalia Alonso Garcia. Il padre era un medico di idee liberali e per questo perseguitato politico. Nicolás rimase orfano di madre da piccolo, esperienza che segnò la sua sensibilità per tutta la vita. Aveva delle sorelle, che lo crebbero senza affetto, e un fratello maggiore di 16 anni di nome Francisco, avvocato penalista, anch'egli militante politico in campo liberale.

## Studi e carriera di docente universitario
Dopo aver conseguito il diploma di Belle Arti in Almería nel 1846 studiò Diritto, Filosofia e Lettere nell'Università di Granada dove strinse un'amicizia, che durò tutta la vita, con Julián Sanz del Río e Francisco Giner de los Ríos. Il suo curriculum di professore universitario contempla: nel 1859 la cattedra, come ausiliario, dell'Istituto San Isidro di Madrid, nel 1860, sempre come ausiliario, ottiene la cattedra di Filosofia e Lettere nella Università Centrale di Madrid e nel 1864, dopo aver conseguito il dottorato guadagna la Cattedra di Storia Universale presso l'Università di Oviedo, che manterrà senza occuparla rimanendo a Madrid finché nel 1866 ottiene qui la Cattedra di Metafisica.
Tramite le traduzioni fatte dal suo amico Julián Sanz del Río ebbe modo di studiare l'opera del filosofo tedesco Karl Krause che influenzò profondamente la sua visione della vita, evolutasi poi nella maturità in chiave positivista. Fu tra i fondatori nel 1876 della Institución Libre de Enseñanza (ILE).
Come Krause, fu membro della Massoneria.

## Attività politica
Le sue idee liberali lo indussero a intervenire nel dibattito politico del suo Paese, scrivendo articoli sui giornali e aderendo al Partito Democratico, motivo per cui soffrì cinque mesi di carcere, insieme ad altri repubblicani fra cui Francesc Pi i Margall, fautore però del federalismo, sotto il Regno di Isabella II nel 1867, diventando uno dei protagonisti del cosiddetto "Sessennio democratico", strenuo difensore della legalità democratica, della libertà di associazione dei lavoratori e dell'unità nazionale.
Fece parte il 2 aprile 1865 della giunta dei fondatori della Società abolizionista spagnola (Sociedad Abolicionista Española), fondata da Julio Vizcarrondo (1829-1889) che ne fu anche il segretario, la quale si prefiggeva l'abolizione della schiavitù nelle colonie spagnole di Porto Rico e Cuba. Durante la Rivoluzione del 1868 torna a Madrid dove, dopo essere stato reintegrato nella Cattedra che aveva occupato, prese parte alle Giunte rivoluzionarie.
Nel 1871 è eletto Deputato al Parlamento per la provincia di Badajoz e dopo la proclamazione della Prima Repubblica spagnola diventa Ministro di Grazia e Giustizia nel gabinetto di Estanislao Figueras e poi Presidente delle Cortes Generales. Fu nominato Presidente del Potere Esecutivo incarico che occupò dal 18 luglio al 7 settembre del 1873.
La sua politica, che perseguiva tenacemente l'unità nazionale, non resse alle forti spinte separatiste e federaliste dei suoi oppositori. Dette le dimissioni da Presidente della repubblica per non voler firmare due condanne a morte in ossequio al suo ideale di non violenza applicato anche nella vita pubblica e politica. Lasciata la politica attiva torna a occupare nel 1874 la sua Cattedra di Metafisica a Madrid ma il 17 luglio 1875, in seguito alla Restaurazione borbonica in Spagna, fu estromesso insieme a tutti gli altri professori dissidenti dall'insegnamento. Andrà temporaneamente in esilio in Francia dove a Pau fonderà il partito dell'Unione Repubblicana.
Nel 1885 tornò in Spagna e rioccupò la sua cattedra. Nel 1889 fu anche l'avvocato della difesa nel processo del famoso delitto della calle de Fuencarral di Madrid. 
Di salute precaria durante le vacanze frequentava i bagni termali della sua città natale, dove si fece costruire una villa, e quando era ospite a Baranda di Montija del suo amico Teodoro Sainz Rueda quelli di Gayangos di Montija in provincia di Burgos. Morì a Pau in Francia mentre vi si trovava in vacanza il 20 settembre del 1908. È sepolto nel cimitero civile del Este di Madrid, il suo monumento funebre si trova alla destra di quello di Francesc Pi i Margall, suo predecessore nella Presidenza della Prima Repubblica spagnola.
Il suo epitaffio fu scritto dal Primo Ministro francese (dal 1907 al 1912) Georges Clemenceau e recita così: “Lasciò il potere per non firmare una sentenza di morte”.

Il suo paese natale prese il nome di Alhama de Salmerón dal 1932 al 1941, riprendendo il precedente nome di Alhama de Almería dopo la Guerra civile che vide la sconfitta della Seconda Repubblica spagnola.
La città di Almería, in Andalusia, gli ha dedicato una strada e un parco pubblico.

## Matrimonio

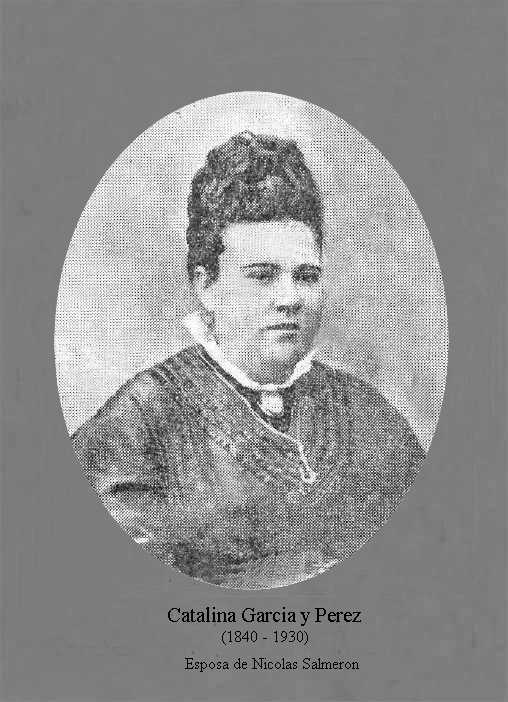
Catalina Garcia y Perez (1840-1930)
nel 1876 a 36 anni d'età

Salmeron si sposò all'età di 22 anni, quando ancora era ausiliario della sezione di Lettere dell'Istituto di San Isidro di Madrid, con Catalina Garcia y Perez di 19 anni che aveva conosciuto a casa di suo fratello maggiore Francisco, in piazza del Progresso, quando andava da lui a studiare. Catalina viveva a Madrid, dove si era trasferita all'età di otto anni con la sorella Vicenta, che le faceva da madre e che era diventata grande amica della famiglia di Francisco Salmerón.
Dal matrimonio nacquero tredici figli di cui sei morirono in tenera età.
Francisco, il maggiore diventerà dottore in medicina a Parigi; Exoristo diventerà un famoso caricaturista con il nomignolo di "Tito". Questi due figli morirono poco dopo il padre. Nicolas, sarà farmacista e scrittore; Catalina; Pablo diventerà avvocato; José ingegnere civile; l'ultimogenita si chiamava Rosalia.

## Opere e contestazioni
Nel 1876 scrisse il Prologo a una delle due edizioni pubblicate in lingua spagnola in quell'anno della Historia de los conflictos entre la religión y la ciencia di Juan Guillermo Draper che, pubblicato anche sulla Revista de España di luglio-agosto del 1876, fu attaccato da Menéndez Pelayo nell'ambito della “polemica sulla scienza spagnola” che stava organizzando Gumersindo Laverde. Come filósofo si distinse per il suo pensiero razionalista.
La sua opera omnia fu pubblicata nel 1911 in quattro volumi. A Madrid gli è stato intitolato il Centro Culturale Nicolás Salmerón che organizza mostre d'arte e incontri culturali.